# بیمارستان خطرناک

طرح روی جلد نسخه آمریکایی

بیمارستان خطرناک (به انگلیسی: The Hostile Hospital) نام یکی از کتاب‌های مجموعه ماجراهای بچه‌های بدشانس است. این کتاب توسط دنیل هندلر با نام مستعار لمونی اسنیکت نوشته شده و برت هلکوئیست آن را تصویرگری کرده‌است.

## کتاب قبلی و کتاب بعدی
دهکده شوم|بیمارستان خطرناک|سیرک مرگبار

## مشخصات کتاب
نوشته لمونی اسنیکت با تصویر گری برت هلکوئیست هشتمین داستان از سری ماجراهای بچه‌های بدشانس که توسط محبوبه مهاجری به فارسی ترجمه گردید و در ۱۹۴ صفحه توسط نشر ماهی منتشر شده‌است. در رده بندی داستان‌های طنز قرن بیستم قرار می‌گیرد

## داستان
ویولت بودلر و کلاوس بودلر و سانی بودلر برای فرار از تهمتی که بهشان خورده است به سمت بیمارستانی به نام هایم‌لیک می‌روند که رئیس بیمارستان کنت الاف و همکاران کنت الاف کارمندان بیمارستان هستند و کلاوس و سانی زیر نظر رئیس بخش مدارک بیمارستان کار می‌کردند تا ویولت را پیدا کنند در نهایت او را در بخش سالن جراحی پیدا کردند که نزدیک به انجام دادن یک عمل ابداعی به نام کرانیو اکتومی است در این عمل چون منشا بسیاری از بیماری‌ها مغز شناخته شده گردن بیمار زده می‌شود(!!!) ولی پس از لو رفتن هویت آن‌ها ٬مجبور به فرار می‌شوند. تا در صندوق عقب ماشین کنت الاف مخفی شوند و این خودش آن‌ها را به ماجرای بعدی یعنی سیرک مرگبار می‌رساند.